# Чемпіонат Коста-Рики з футболу
Чемпіонат Коста-Рики з футболу (ісп. Primera División de Costa Rica) — головний турнір футбольних клубів Коста-Рики, який проводиться серед клубів вищого дивізіону.

## Формат змагання
Змагання проходить за поширеною в країнах Латинської Америки системою — Апертура і Клаусура, два коротких чемпіонати в рік. Чемпіонат Апертура («Відкриття»), також відомий як Torneo de Invierno («Зимовий турнір»), проходить з липня по грудень, а чемпіонат Клаусура («Закриття»), також відомий як Torneo de Verano («Літній турнір») — з січня по травень.
У чемпіонаті беруть участь 12 команд. Кожна з команд проводить 22 матчі — по два матчі з кожним суперником (вдома та на виїзді). Найкращі чотири команди регулярного чемпіонату виходять в плей-оф, де визначається чемпіон. У плей-оф розігруються два півфінали і фінал. Як півфінали, так і фінал складаються з двох матчів (вдома та на виїзді).
Переможці Апертури і Клаусури отримують право брати участь у Лізі чемпіонів КОНКАКАФ. Якщо переможцем Апертури і Клаусури стає одна і та ж команда, то другим в Лігу чемпіонів виходить команда, яка набрала найбільшу суму кількість очок в Апертурі та Клаусурі.
Команда, що набрала найменшу суму очок за результатами Апертури і Клаусури, вибуває у Другий дивізіон (Segunda División de Costa Rica).

## Чемпіони
| - 1921 — Ередіано - 1922 — Ередіано - 1923 — Картахінес - 1924 — Ередіано - 1925 — Ла Лібертад - 1926 — Ла Лібертад - 1927 — Ередіано - 1928 — Алахуеленсе - 1929 — Ла Лібертад - 1930 — Ередіано - 1931 — Ередіано - 1932 — Ередіано - 1933 — Ередіано - 1934 — Ла Лібертад - 1935 — Ередіано - 1936 — Картахінес - 1937 — Ередіано - 1938 — Оріон - 1939 — Алахуеленсе - 1940 — Картахінес - 1941 — Алахуеленсе - 1942 — Ла Лібертад - 1943 — Універсідад - 1944 — Оріон - 1945 — Алахуеленсе - 1946 — Ла Лібертад - 1947 — Ередіано - 1948 — Ередіано - 1949 — Алахуеленсе - 1950 — Алахуеленсе - 1951 — Ередіано - 1952 — Сапрісса - 1953 — Сапрісса - 1954 — Не відбувся - 1955 — Ередіано - 1956 — Не відбувся - 1957 — Сапрісса - 1958 — Алахуеленсе - 1959 — Алахуеленсе - 1960 — Алахуеленсе - 1961 Asofútbol — Ередіано | - 1961 Federación — Кармеліта - 1961/62 — Сапрісса - 1962/63 — Уругвай - 1963/64 — Сапрісса - 1964/65 — Сапрісса - 1965/66 — Алахуеленсе - 1966/67 — Сапрісса - 1967/68 — Сапрісса - 1968/69 — Сапрісса - 1969/70 — Алахуеленсе - 1970/71 — Алахуеленсе - 1971/72 — Сапрісса - 1972/73 — Сапрісса - 1973/74 — Сапрісса - 1974/75 — Сапрісса - 1975/76 — Сапрісса - 1976/77 — Сапрісса - 1977/78 — Ередіано - 1978/79 — Ередіано - 1979/80 — Алахуеленсе - 1980/81 — Ередіано - 1981/82 — Сапрісса - 1982/83 — Алахуеленсе - 1983/84 — Алахуеленсе - 1984/85 — Ередіано - 1985/86 — Пунтаренас - 1986/87 — Ередіано - 1987/88 — Сапрісса - 1988/89 — Сапрісса - 1989/90 — Чемпіонат не завершився - 1990/91 — Алахуеленсе - 1991/92 — Алахуеленсе - 1992/93 — Ередіано - 1993/94 — Сапрісса - 1994/95 — Сапрісса - 1995/96 — Алахуеленсе - 1996/97 — Алахуеленсе - 1997/98 — Сапрісса - 1998/99 — Сапрісса - 1999/00 — Алахуеленсе - 2000/01 — Алахуеленсе | - 2001/02 — Алахуеленсе - 2002/03 — Алахуеленсе - 2003/04 — Сапрісса - 2004/05 — Алахуеленсе - 2005/06 — Сапрісса - 2006/07 — Сапрісса - 2007 Зима — Сапрісса - 2008 Літо — Сапрісса - 2008 Зима — Сапрісса - 2009 Літо — Ліберія Міа - 2009 Зима — Брухас - 2010 Літо — Сапрісса - 2010 Зима — Алахуеленсе - 2011 Літо — Алахуеленсе - 2011 Зима — Алахуеленсе - 2012 Літо — Ередіано - 2012 Зима — Алахуеленсе - 2013 Літо — Ередіано - 2013 Зима — Алахуеленсе - 2014 Літо — Сапрісса - 2014 Зима — Сапрісса - 2015 Літо — Ередіано - 2015 Зима — Сапрісса - 2016 Літо — Ередіано - 2016 Зима — Сапрісса - 2017 Літо — Ередіано - 2017 Апертура — Мунісіпаль Перес-Селедон - 2018 Клаусура — Сапрісса - 2018 Апертура — Ередіано - 2019 Клаусура — Сан-Карлос - 2019 Апертура — Ередіано - 2020 Клаусура — Сапрісса - 2020 Апертура — Алахуеленсе - 2021 Клаусура — Сапрісса - 2021 Апертура — Ередіано - 2022 Клаусура — Картахінес - 2022 Апертура — Сапрісса - 2023 Клаусура — Сапрісса - 2023 Апертура — Сапрісса - 2024 Клаусура — Сапрісса - 2024 Апертура — Ередіано |

## Виступи по клубах
| Клуб                                                  | Чемпіонств |
| ----------------------------------------------------- | ---------- |
| Сапрісса (Сан-Хосе)                                   | 34         |
| Алахуеленсе (Алахуела)                                | 29         |
| Ередіано (Ередія)                                     | 26         |
| Ла-Лібертад (Сан-Хосе)                                | 6          |
| Картахінес (Картаго)                                  | 3          |
| Оріон (Десампарадос)                                  | 2          |
| Пунтаренас (Пунтаренас)                               | 1          |
| Уругвай де Коронадо (Коронадо)                        | 1          |
| Універсідад де Коста-Рика (Сан-Хосе)                  | 1          |
| Кармеліта (Алахуела)                                  | 1          |
| Мунісіпаль Ліберія (Ліберія)                          | 1          |
| Брухас (Десампарадос)                                 | 1          |
| Мунісіпаль Перес-Селедон (Сан Ісідро де Ель Женераль) | 1          |